# Landtagswahl in Hessen 1974
- SPD: 49
- FDP: 8
- CDU: 53

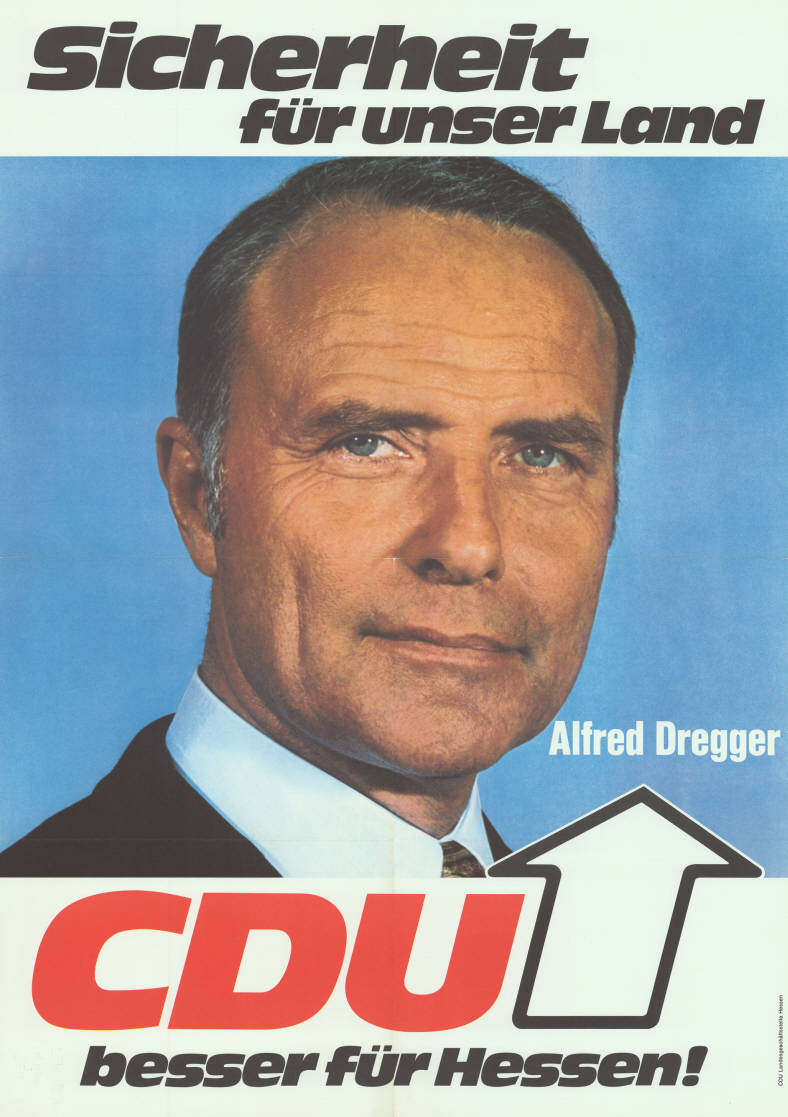
Wahlplakat der CDU

Die Wahlen zum 8. Hessischen Landtag fanden am 27. Oktober 1974 statt. Die CDU Hessen legte erneut stark zu und wurde erstmals stärkste politische Kraft. Dennoch gelang es Oppositionsführer Alfred Dregger nicht, die sozialliberale Regierung unter Albert Osswald abzulösen.

## Ausgangssituation
Die vorhergehende Landtagswahl am 8. November 1970 brachte folgendes Ergebnis:
| Partei | Stimmanteil | Sitze |
| ------ | ----------- | ----- |
| SPD    | 45,9 %      | 53    |
| CDU    | 39,7 %      | 46    |
| FDP    | 10,1 %      | 11    |

1969 trat Georg August Zinn krankheitsbedingt nach 22 Jahren als SPD-Vorsitzender und Ministerpräsident zurück. Sein Nachfolger wurde Albert Osswald. Nachdem die SPD bei der Landtagswahl in Hessen 1970 ihre absolute Mehrheit verloren hatte und nun auf 45,9 % kam, bildete Osswald eine sozialliberale Koalition nach Bonner Muster.
In der Landespolitik nahm die Schärfe der Diskussion in diesen Jahren zu. Hauptkonfliktpunkt war zunächst die Gebietsreform in Hessen. Die von der SPD geforderten (und durchgesetzten) Großgemeinden und Kreisfusionen führten an vielen Orten zu erbittertem Streit und Widerstand. Insbesondere die aus Gießen und Wetzlar gebildete Stadt Lahn wurde von den Bürgern heftig angegriffen und musste nach kurzer Zeit wieder aufgelöst werden. Die SPD war auch wegen des Helaba-Skandals in der Defensive.
Ein weiteres polarisierendes Thema der Landespolitik war die Schulpolitik. Mit dem „Gesetz zur Änderung der hessischen Schulgesetze“ hatte der Landtag mit Stimmen von SPD und FDP am 29. März 1969 die Einführung von Förderstufe und Gesamtschule beschlossen. Kultusminister Ludwig von Friedeburg war Anfang der 1970er Jahre eine Symbolfigur für die sozialdemokratischen Bildungsreformen der damaligen Zeit. Neben Gesamtschule und Förderstufe waren die Einführung der Mengenlehre im Mathematikunterricht, die neuen Rahmenrichtlinien für Deutsch und Gesellschaftslehre, die von emanzipatorischen, gesellschaftskritischen Sozialisations- und Kommunikationstheorien ausgingen und die Abschaffung des Geschichtsunterrichtes zugunsten eines neuen Fachs Gesellschaftslehre Kernpunkte der SPD Bildungspolitik.
Unter Alfred Dregger legte die CDU 1970 stark zu. Nach Jahren rückläufiger Ergebnisse bis auf 26,4 % im Jahr 1966 erreichte die CDU 1970 fast 40 %. Für die Landtagswahl 1974 ging die CDU erstmals mit Hilfe gründlicher demoskopischer Forschung in den Wahlkampf. Die CDU beauftragte im Oktober 1973 ein Meinungsforschungsunternehmen mit einer repräsentativen Umfrage unter 1500 Wahlberechtigten. Ergebnis war, dass das Wahlkampfthema „Sicherheit“ die Interessen der Bevölkerung angesichts des ersten Ölpreisschocks und der Studentenrevolte traf und mit der CDU verbunden wurde. In einer zweiten Runde Dezember 1973 wurden mögliche Slogans ermittelt. Am Ende entschied sich der Landesvorstand für „Jetzt wählen wir die Sicherheit“.
Die von der SPD beauftragte Werbeagentur ARE hatte eine Negativkampagne gegen die Person Dreggers vorbereitet. Nachdem diese Pläne bekannt geworden waren, verzichtete die SPD auf die Umsetzung.

## Spitzenkandidaten
Die SPD trat mit Ministerpräsident Albert Osswald als Spitzenkandidat an. Gegenkandidat der CDU war erneut Fraktionschef Alfred Dregger. Spitzenkandidat der FDP war Heinz Herbert Karry.

## Ergebnisse
| Partei          | Stimmen absolut | Prozent | Wahl- kreisbe- werber | Direkt- man- date | Sitze |
| --------------- | --------------- | ------- | --------------------- | ----------------- | ----- |
| Wahlberechtigte | 3.850.223       |         |                       |                   |       |
| Wähler          | 3.264.209       | 84,8    |                       |                   |       |
| Gültige Stimmen | 3.230.420       | 99,0    |                       |                   |       |
|                 |                 |         |                       |                   |       |
| CDU             | 1.528.793       | 47,3    | 55                    | 35                | 53    |
| SPD             | 1.394.123       | 43,2    | 55                    | 20                | 49    |
| FDP             | 238.726         | 7,4     | 55                    |                   | 8     |
| NPD             | 32.713          | 1,0     | 55                    |                   |       |
| DKP             | 28.699          | 0,9     | 55                    |                   |       |
| KPD             | 4.168           | 0,1     | 22                    |                   |       |
| KBW             | 2.732           | 0,1     | 19                    |                   |       |
| BDK             | 352             | <0,1    | 2                     |                   |       |
| ELC             | 23              | <0,1    | 1                     |                   |       |
| Einzelbewerber  | 91              | <0,1    | 2                     |                   |       |
| Total           | 3.230.420       | 100     | 321                   | 55                | 110   |

Für die gewählten Abgeordneten siehe die Liste der Mitglieder des Hessischen Landtags (8. Wahlperiode).

## Wahlprüfung
Das Wahlprüfungsgericht entschied am 18. Juni 1975 über die Gültigkeit der Wahl.